# ناامید
ناامید (انگلیسی: Hopeless; کره‌ای: 화란) فیلم نئو-نوآر دلهره‌آور سال ۲۰۲۳ کره جنوبی به کارگردانی کیم چانگ هون و با بازی هونگ سا بین، سونگ جونگ کی و بی‌بی است. این فیلم داستان یون گیو، پسر نوجوانی را روایت می‌کند.

## بازیگران
- هونگ سا بین در نقش یون گیو
- سونگ جونگ کی در نقش چی گون
- بی‌بی در نقش هایان
- جونگ جه کوانگ در نقش سونگ مو
- جونگ مان-شیک